# Gary Sandy

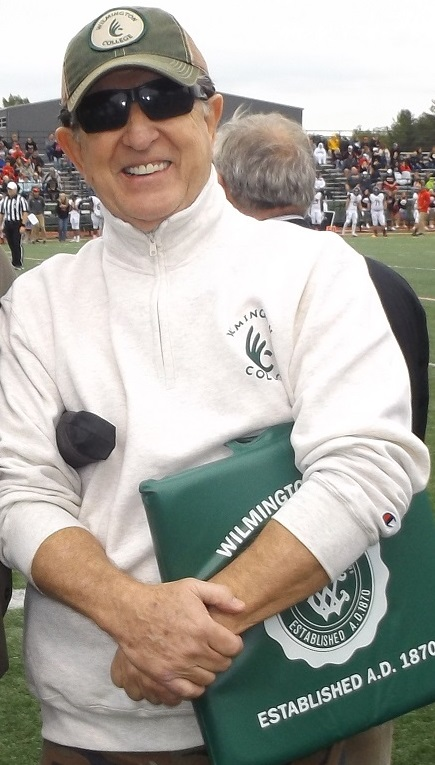
Gary Sandy (2018)

Gary Lee Sandy (* 25. Dezember 1945 in Dayton, Ohio) ist ein US-amerikanischer Schauspieler.

## Leben
Sandy ist der Sohn von Austin und Dolores Sandy. Er besuchte das Fairmont High School in Kettering und lebte später in Moraine, ebenfalls im US-Bundesstaat Ohio. In Wilmington besuchte er das gleichnamige College. Er ist Absolvent der American Academy of Dramatic Arts in New York City, Abschlussjahr 1968.
Ab den 1970er Jahren begann er in verschiedenen Fernsehserien mitzuwirken. Von 1978 bis 1982 verkörperte er in der Fernsehserie WKRP in Cincinnati die Rolle des Andy Travis in insgesamt 90 Episoden. 1982 wurde er der Nachfolger von Kevin Kline im Theaterstück The Pirates of Penzance. Für seine Leistungen im Theaterstück The Music Man im Drury Lane Theatre in Oakbrook wurde er 1989 für den Joseph Jefferson Award nominiert. Er hatte Rollenbesetzungen in den Spielfilmen Troll, Mad Rex – Gegen das Gesetz oder Wenn die Welt untergeht – Das Wetter-Inferno. 2001 mimte er in fünf Episoden der Fernsehserie Schatten der Leidenschaft die Rolle des Terrence Kelley.

## Filmografie
- 1969–1970: Another World (Fernsehserie, 2 Episoden, verschiedene Rollen)
- 1970: Jung und Leidenschaftlich – Wie das Leben so spielt (As the World Turns) (Fernsehserie)
- 1970–1972: Somerset (Fernsehserie)
- 1971: Some of My Best Friends Are...
- 1972: Hail
- 1973–1974: The Secret Storm (Fernsehserie)
- 1975: Shell Game (Fernsehfilm)
- 1975: Harry O (Fernsehserie, Episode 2x01)
- 1975: Abenteuer der Landstraße (Movin’ On) (Fernsehserie, Episode 2x01)
- 1975: Die Gangsterschlacht von Kansas City (The Kansas City Massacre) (Fernsehfilm)
- 1976: Medical Center (Fernsehserie, Episode 7x23)
- 1976: Zwei Minuten Warnung (Two-Minute Warning)
- 1976: Starsky & Hutch (Fernsehserie, Episode 2x10)
- 1976: Barnaby Jones (Fernsehserie, Episode 5x09)
- 1977: All That Glitters (Fernsehserie)
- 1977: The Last of the Cowboys
- 1978: CHiPs (Fernsehserie, Episode 1x21)
- 1978–1982: WKRP in Cincinnati (Fernsehserie, 90 Episoden)
- 1981: The Nashville Grab (Fernsehfilm)
- 1982: For Lovers Only (Fernsehfilm)
- 1985: Heart's Island (Fernsehserie, Pilotfolge)
- 1985: Mord ist ihr Hobby (Murder, She Wrote) (Fernsehserie, Episode 1x10)
- 1986: Troll
- 1986: Blacke's Magic (Fernsehserie, Episode 1x10)
- 1989: L.A. Law – Staranwälte, Tricks, Prozesse (L.A. Law) (Fernsehserie, Episode 3x13)
- 1990: Mord ist ihr Hobby (Murder, She Wrote) (Fernsehserie, Episode 6x17)
- 1991: FBI: The Untold Stories  (Fernsehserie)
- 1992: 7 für die Gerechtigkeit (The Young Riders) (Fernsehserie, Episode 3x13)
- 1996: Ein Engel auf Probe (Unlikely Angel) (Fernsehfilm)
- 1997: Mommy's Day
- 1997: Crossing Fields
- 1997: Mad Rex – Gegen das Gesetz (Against the Law)
- 1999: Diagnose: Mord (Diagnosis Murder) (Fernsehserie, 2 Episoden)
- 1999: Sabrina – Total Verhext! (Sabrina, the Teenage Witch) (Fernsehserie, Episode 4x03)
- 1999: Insider
- 2000: Martial Law – Der Karate-Cop (Martial Law) (Fernsehserie, Episode 2x14)
- 2001: Schatten der Leidenschaft (The Young and the Restless) (Fernsehserie, 5 Episoden)
- 2001: Wenn die Welt untergeht – Das Wetter-Inferno (Lightning: Fire from the Sky) (Fernsehfilm)
- 2004: A Place Called Home (Fernsehfilm)